# Chiesa dei Santi Faustino e Giovita Martiri

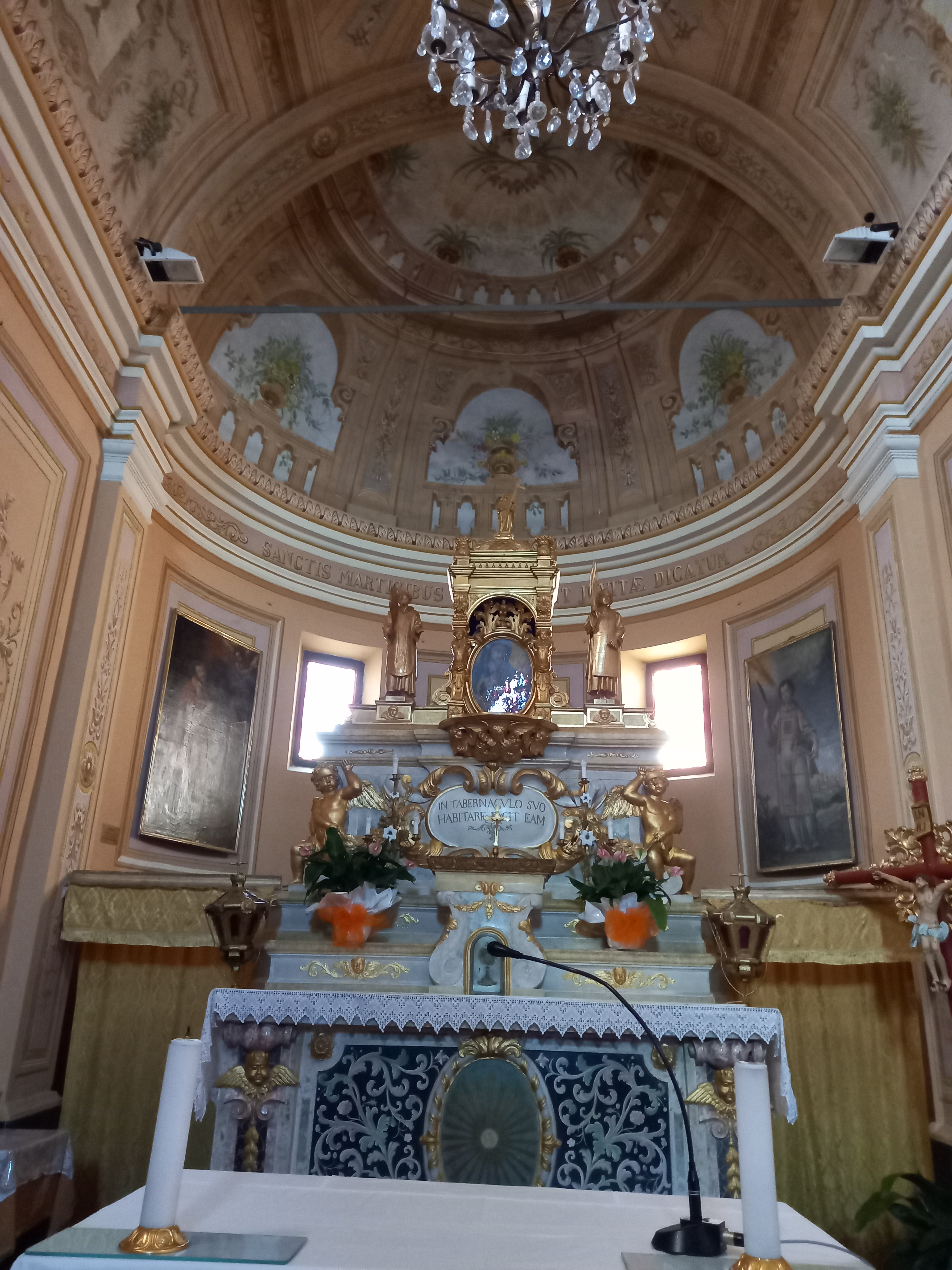
Interno della chiesa

La chiesa dei Santi Faustino e Giovita Martiri è la parrocchiale di Monfestino, frazione del comune italiano di Serramazzoni, in provincia di Modena. Appartiene al vicariato di Serramazzoni nell'arcidiocesi di Modena-Nonantola. Il luogo di culto che ci è pervenuto risale al XV secolo.

## Storia

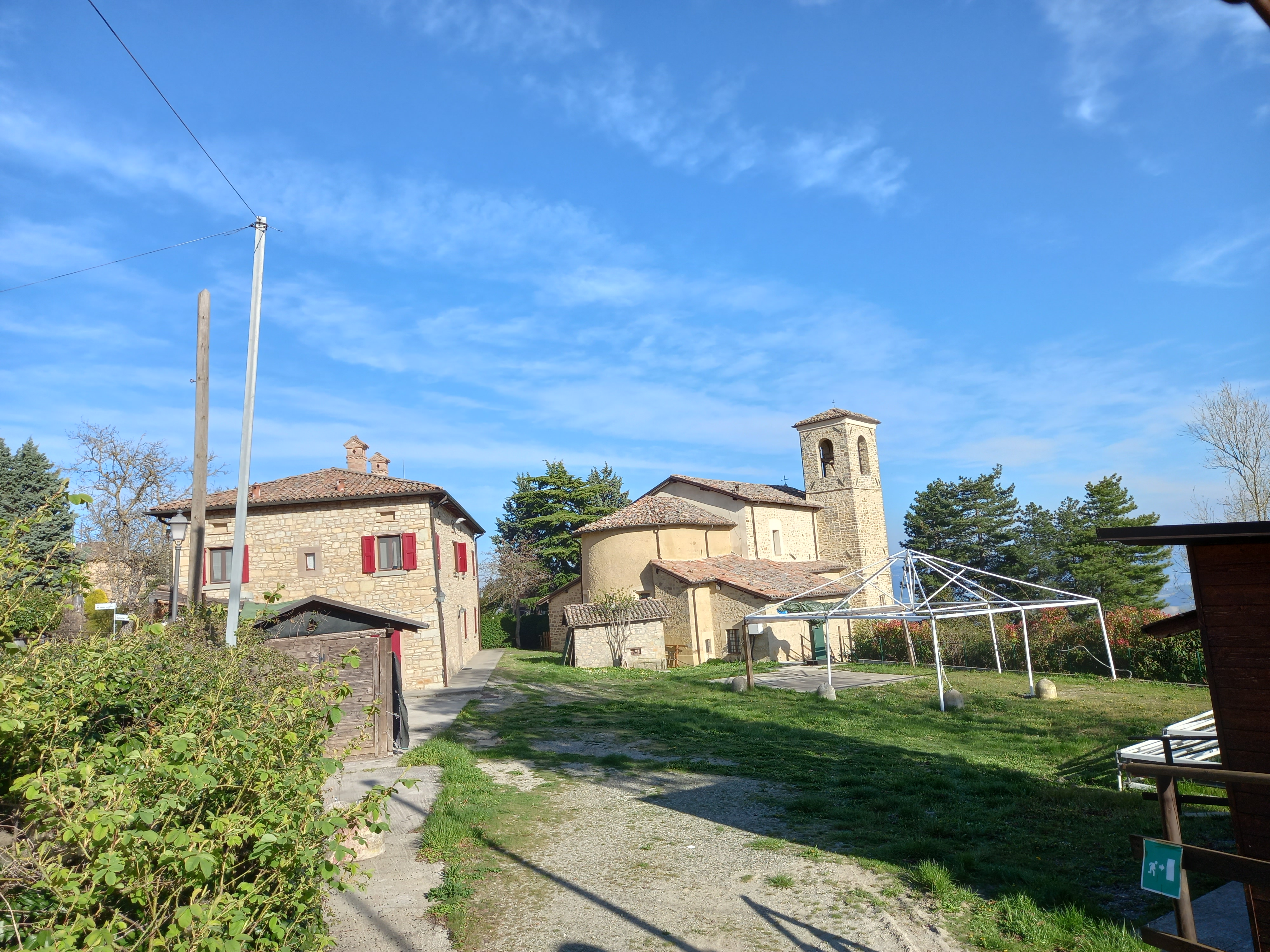
Abside e campanile

Secondo quanto scritto dall'abate e storico Girolamo Tiraboschi nel suo Dizionario topografico storico degli Stati estensi. Tomo II, la chiesa dei Santi Faustino e Giovita di Monfestino (o Mons Faustini) venne menzionata in documenti conservati nell'archivio del duomo di Modena già nel 1034 e nel 1126. Tuttavia non era compresa nei primi elenchi delle chiese allora presenti nel territorio modenese, essendo in quei primi anni un piccolo oratorio nobiliare all'interno del castello di Monfestino. Questa rocca vide succedersi vari signori appartenenti a famiglie come i Balugola, i Da Savignano, i Contrari e i Boncompagni. L'effettiva costruzione del luogo di culto nelle dimensioni che ci sono pervenute non è facilmente databile, ma alcuni particolari della facciata e del portale laterale la farebbero risalire al XV secolo. Sul portale di accesso principale era presente un'incisione con l'anno 1639. Negli interni alcune parti risalgono al XVII secolo, mentre nella cella campanaria sino al 1933 si trovavano due campane che riportavano le date 1616 e 1656, poi rifuse. L'unica navata interna è stata rimaneggiata verso la fine del XIX secolo secondo lo stile neoclassico. Restauri recenti hanno riguardato le pitture degli interni e l'intonaco esterno, nella seconda metà del XX secolo, mentre un importante intervento per migliorare la resistenza statica dell'intera struttura e restaurare l'intonaco esterno si è concluso nel 2018.

## Descrizione

### Esterni
La chiesa si trova in posizione elevata a Monfestino, frazione di Serramazzoni, in provincia di Modena, a breve distanza dal castello. La facciata a capanna si presenta in pietre a vista. Il portale di accesso è incorniciato da lesene in pietra arenaria e si conclude con l'arco a tutto sesto sormontato, in asse, dall'oculo rotondo e poi dalla grande finestra a monofora che porta luce alla sala. La torre campanaria si trova sulla sinistra accanto alla chiesa e la sua cella si apre con quattro finestre a monofora. La copertura del tetto a due falde è realizzata con coppi in laterizio.

### Interni
La navata interna è unica ed ampliata da quattro cappelle laterali. La parte absidale ha base a semicerchio. La sala ha le pareti completamente decorate e la sua copertura è con volta a botte. L'adeguamento liturgico del presbiterio, che è leggermente sopraelevato, è stato realizzato tra il 1980 e il 1990 ed ha conservato l'altare originario in scagliola e legno dorato. Si mantenuto anche il tabernacolo storico.